# しゃっくり寛太
『シャープ日曜座 しゃっくり寛太』（シャープにちようざ しゃっくりかんた）は、1960年7月3日から1961年3月26日まで日本テレビ系列局で放送されていた読売テレビ製作の時代劇コメディ番組である。その後も1961年4月2日から同年9月24日まで『続しゃっくり寛太』（ぞくしゃっくりかんた）と題して放送されていた。全91回（65回+26回）。いずれも早川電機工業（現・シャープ）の一社提供。放送時間は毎週日曜 12:15 - 12:45 （日本標準時）。

## 概要
大坂天満界隈の黄表紙長屋に住むスリの名人「しゃっくり寛太」、胸に大望を秘めて大阪にやって来たナゾの若侍「結城隼人」、寛太を追い回すトンマな目明し「横堀の甚助」、寛太のスリ仲間である「せんぶりの仙吉」、不幸な「角兵衛獅子のお玉」が巻き起こすコミカルな時代劇。
1937年に榎本健一の主演で、1958年に三木のり平の主演で映画化された『ちゃっきり金太』をモチーフにしたコメディで、藤山寛美初のテレビ出演作となった。

## 出演者
- しゃっくり寛太（主人公）：藤山寛美
- 結城隼人（若侍）：坂東吉弥
- 横堀の甚助（目明し）：南都雄二
- せんぶりの仙吉（寛太のスリ仲間）：森秀人
- 角兵衛獅子のお玉：上田千穂
- お玉の親方：岸田一夫
- ほか

## 主題歌
- 『しゃっくり寛太』（TVドラマ「続・しゃっくり寛太」主題歌）（歌：橋幸夫）
  - 作詞：佐伯孝夫、作曲：吉田正
  - 楽曲制作のきっかけは、橋が寛美のファンで、佐伯、吉田の両恩師に提案したこと。寛美は、「ボク以上に多忙な橋君が、ボクのためにこんないい主題歌を入れてくれるなんて光栄です。主題歌のほうが立派なんていわれないよう、がんばりまっせ」とコメントしている[2]。
  - デビュー当時の橋のドラマ主題歌としては、『風の三度笠』（小西酒造提供白雪劇場「風の三度笠」主題歌）とともに、広く知られるが、何れも橋は出演しておらず、また両楽曲とも橋のシングルリスト非掲載曲となっている。